# CoCoA
CoCoA (Computations in Commutative Algebra) es un sistema de álgebra computacional gratuito, para trabajar con números y polinomios con múltiples variables. Funciona sobre varios sistemas operativos: Macintosh en PPC, Linux para x86, x86-64 y PPC, Sun Solaris en SPARC y Windows sobre x86.
CoCoA nos permite realizar operaciones con:
- Enteros muy grandes y números racionales, utilizando GNU Multi-Precision Library.
- Polinomios.
- Bases de Gröbner.
- Sistemas de ecuaciones lineales.
- Soluciones enteras no negativas.